# Miss Global Beauty Queen 2015
Miss Global Beauty Queen 2015 foi a 14ª edição do concurso de beleza feminino internacional denominado Miss Global Beauty Queen, pela primeira vez realizado em quatro anos, já que sua última edição foi em 2011. Ocorrido pela segunda vez em Seul, na Coreia do Sul, participaram do evento trinta e nove (39) candidatas de diversos países. A última detentora do título, a carioca Mariana Notarângelo foi convidada para passar a faixa, mas a organização não conseguiu reservar sua passagem aérea a tempo, portanto a vencedora desta edição, Vethaka Pethsuk da Tailândia, foi coroada pela organizadora do certame.

## Resultados

### Colocações
| Posição                 | País e Candidata |
| Vencedora               | - Tailândia - Vetaka Petsuk |
| 2º. Lugar               | - Estônia - Maria Schneeberg |
| 3º. Lugar               | - Coreia do Sul - Kim Ga-hoon |
| 4º. Lugar               | - Rússia - Anastasia Ryzhkova |
| 5º. Lugar               | - Vietnã - Hoàng Thị Lắm |
| (TOP 15) Semifinalistas | - Bielorrússia - Kristina Martsinkevich - Brasil - Clóris Junges - China - Chen Lin - Filipinas - Fatima Alsowyed - Guatemala - Lee Yeryong - Lituânia - Aneta Diraitytė - Malásia - Jayarubini Muthaliyar - México - Karla Peniche - Polônia - Martyna Gorak - República Checa - Michaela Haladová |

### Prêmios Especiais
O concurso distribuiu os seguintes prêmios este ano:
| Prêmio                | País e Candidata                        |
| Miss Simpatia         | - Guatemala - Lee Yeryong               |
| Miss Fotogenia        | - Filipinas - Fatima Alsowyed           |
| Miss Talento          | - República Checa - Michaela Haladová   |
| Melhor Passarela      | - Brasil - Clóris Junges                |
| Miss Popularidade     | - Bielorrússia - Kristina Martsinkevich |
| Melhor Entrevista     | - México - Karla Peniche                |
| Miss Cherish          | - Polônia - Martyna Gorak               |
| Miss Brand            | - Lituânia - Aneta Diraitytė            |
| Melhor Traje Típico   | - Malásia - Jayarubini Muthaliyar       |
| Embaixadora de Seosan | - China - Chen Lin                      |

## Candidatas
Disputaram o título este ano:
| - Austrália - Kaylee Sturm - Áustria - Sabrina Tengler - Bélgica - Valerie de Borggraeve - Bielorrússia - Kristina Martsinkevich - Bolívia - Éricka Villarroel - Brasil - Clóris Junges - Cazaquistão - Aigerim Otarbayeva - China - Chen Lin - Coreia do Sul - Kim Ga-hoon - Dinamarca - Leah Nissen - Escócia - Lyndsey Beckwith - Estônia - Maria Schneeberg - Filipinas - Fatima Alsowyed | - França - Fanny Aeschlimann - Guatemala - Lee Yeryong - Holanda - Cheryl Mauer - Indonésia - Ni Luh Dewi - Inglaterra - Annabel Mizel - Irlanda - Louise Davis - Japão - Maiko Ogawa - Lituânia - Aneta Diraitytė - Malásia - Jayarubini Muthaliyar - México - Karla Peniche - Mianmar - Nway Nu Nu - Moldávia - Corina Nivnea - Nepal - Zasmine Gurung | - Polônia - Martyna Gorak - Portugal - Linda Gomes - Quirguistão - Asuluu Kyzy - República Checa - Michaela Haladová - República Dominicana - Coral Moquete - Romênia - Elena Zama - Rússia - Anastasia Ryzhkova - Sibéria - Yekaterina Kovyazina - Singapura - Jasmine Chye - Sri Lanca - Imaya Liyanage - Tailândia - Vetaka Petsuk - Ucrânia - Aryna Trofimova - Vietnã - Hoàng Thị Lắm |

## Histórico

### Desistências
- Gana - Naomi Bafloe
- Hong Kong - Ruby Fung
- Irlanda do Norte - Deimante Kuncyte
- Mongólia - Battsetseg Sambuu
- Nova Zelândia - Zanie Louw

### Estatísticas
Candidatas por continente:
- Europa: 19. (Cerca de 49% do total de candidatas)
- Ásia: 14. (Cerca de 36% do total de candidatas)
- Américas: 5. (Cerca de 13% do total de candidatas)
- Oceania: 1. (Cerca de 2% do total de candidatas)
- África: 0.